# Paphiopedilum parnatanum
Paphiopedilum parnatanum là một loài thực vật có hoa trong họ Lan. Loài này được Cavestro mô tả khoa học đầu tiên năm 1999.